# Дирины Горки
Дирины Горки — деревня в Дедовичском районе Псковской области России. Входит в состав Пожеревицкой волости Дедовичского района.
Расположена на западе района, в 15 км к юго-западу от райцентра Дедовичи и в 3 км к северо-западу от села Пожеревицы.

## Население
Численность населения села составляет 33 жителя (2000 год).